# 64 Angelina
A 64 Angelina az E-típusú kisbolygókra jellemző színképű kisbolygó. Ernst Wilhelm Tempel fedezte fel 1861. március 4-én. Főbb pályaelemei: e=0,124, a=2,684 CsE, i=1,308, keringési idő: 4,4 év.

## Története
Infravörös spektruma és mérete alapján egykor a legnagyobb méretű E típusú színképpel rendelkező kisbolygónak tekintették. Később pontosabb mérések kiderítették, hogy mérete csak negyede a korábban becsültnek (48x53 km). Az E típusú színképpel rendelkező kisbolygók közé tartozik még a 434 Hungaria, a 44 Nysa, az 55 Pandora, a 317 Roxane, a 3169 Ostro, a 3103 Eger, a 4483 Petofi és a 3940 Larion kisbolygó is.

## Az E(II) típusú szénképű kisbolygók típusa az Angelináé
Amióta az E típusú kisbolygókat három színképi alcsoportra osztották (Hungaria-szerűek - E(I) típus - Angelina-szerűek - E(II) típus, és Nysa-szerűek - E(III) típus), az Angelina kisbolygó fontosabb szerephez jutott. Hozzá hasonló színképtípusú az E-típusú kisbolygók családján belül a 3103 Eger és a 2867 Šteins is.

## Külső hivatkozások
- 3 Hungaria típusú Apollo aszteroida IR-spektruma: 4483 Petofi, 3169 Ostro and 3940 Larion
- Kapcsolat az E típusú Apollo aszteroida, a 3103 (Eger), az ensztatit akondrit meteoritok és a Hungaria kisbolygók között.
- A 64 Angelina kisbolygó adatai